# Коломинская башня
Коломинская башня (Шейновская, Казанская, Колочинская, Коломенская, башня Шеина, Шейнова, Шейнская) — одна из несохранившихся до наших дней башен Смоленской крепостной стены.

## Местонахождение и внешний вид
Коломинская башня располагалась западнее современной улицы Бакунина, примерно на том месте, где сейчас находится дом № 12, между башней Гуркиной и безымянной четырёхугольной башней. Представляла собой круглую глухую башню. Отличительной её особенностью было наличие у неё особой разновидности земляного укрепления — раската (наружный бастион с установленными на нём пушками).

## История
Название «Шейновская» башня получила потому, что в ней с семьёй находился во время осады Смоленска польскими войсками в 1609—1611 годах воевода Михаил Шеин. Башня пострадала во время этой осады. В 1830 году башня с разрешения смоленского губернатора Хмельницкого была частично разобрана по причине ветхости. К концу XIX века остатки башни находились в составе фрагмента стены в районе улицы Казанская гора (ныне — улица Бакунина). Окончательно башня была демонтирована в конце XIX века, а в XX веке были уничтожены и примыкавшие к ней прясла стены.